# Honoré de Balzac
Honoré de Balzac, född 20 maj 1799 i Tours, Indre-et-Loire, död 18 augusti 1850 i Paris, var en fransk författare. Han var en av realismens förkämpar. Balzacs huvudsakliga epos utgörs av La comédie humaine, Den mänskliga komedin, så benämnd efter Dante Alighieris La divina commedia (1308–1321, Den gudomliga komedin).

## Biografi

### Ungdomsåren
Honoré de Balzac gick först i skola i Vendôme, men kom tidigt till Paris, där han 1816 avslutade sina studier. Därefter fick han anställning på ett advokatkontor, men ägnade sig snart helt och hållet åt författande. Under en följd av år levde han ett försakelsefyllt och strävsamt liv, upptagen av en fåfäng, jäktande kamp för att vinna rikedom och ära. Under växlande pseudonymer gav han ut en mängd romaner, vilka inte blev uppmärksammade och som väsentligen för honom hade den betydelsen att han genom deras författande så småningom lärde sig att "beskriva natur" och "skildra karaktärer". Han påverkades vid denna tid särskilt av Cooper och Walter Scott. Vid flera tillfällen försökte han sig även på ekonomiska spekulationer, men gynnades inte heller då av lyckan. Hans idé att trycka billiga upplagor av klassiska författare beredde honom endast förluster, och hans verksamhet som tryckeriägare ådrog honom endast nya skulder. Hans energi bröts likväl ej, och han fortsatte sin strävan med envishet, uppehållen av den okuvliga övertygelsen om sitt snille.

### Livet som författare
Le dernier chouan, hans första roman med utsatt författarnamn, Le dernier Chouan utkom 1829 och gjorde lycka. 1830 följde den brutala, genom iakttagelseskärpa framstående Physiologie du mariage och den första samlingen Scènes de la vie privée, 1831 den av swedenborgsk mystik påverkade Chagrängskinnet, med vilka hans rykte som en av Frankrikes mest betydande romanförfattare var stadgat. Under 20 år utvecklade nu Balzac en rastlös skriftställarverksamhet, och överansträngningen härvid bröt i förtid hans krafter. Hans produktivitet var enorm. Endast några få timmar var afton unnade han sig vila, för övrigt arbetade han dag och natt, drickandes otaliga koppar kaffe. Hans fantasi var outtömlig och dess kraft så utomordentlig att han även i det dagliga livet kunde övertyga andra personer om sanningen av vilda hugskott. Det var en rent visionär styrka i hans inbillning, han levde med de gestalter han diktade, så att personer och händelser vilka hans fantasi skapat kom för honom att vara verkligare än verkligheten själv. Från och med Pappa Goriot (1835), vilken brukar betraktas som flaggskeppet i hans produktion, börjar hans romanfigurer bli återkommande. De återkommande litterära gestalterna skulle under Balzacs författarskap komma att bli fler än 2 000 stycken.

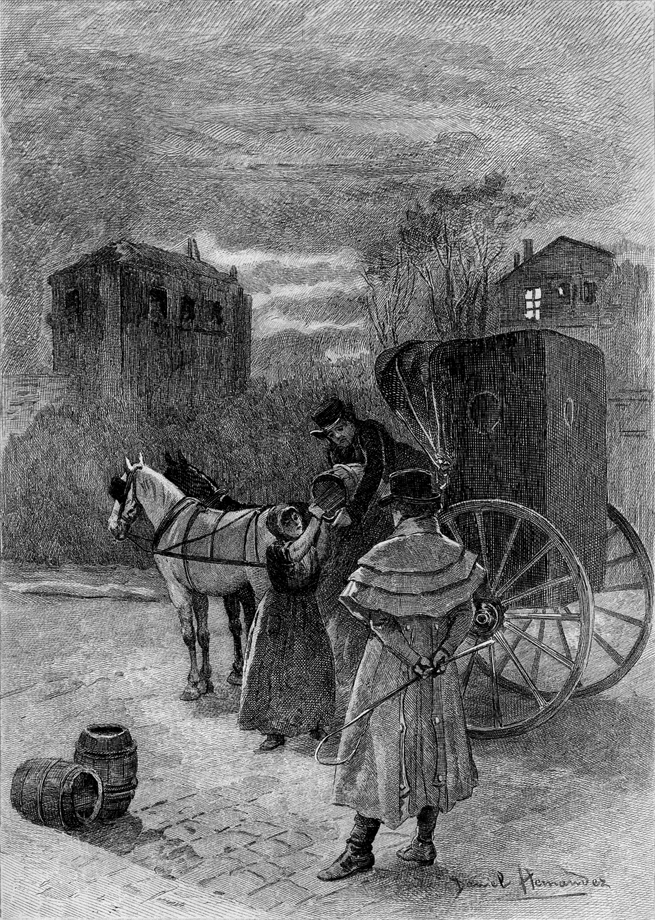
Illustration ur Balzacs Eugénie Grandet (1833).

Balzac var samtida med den franska nyromantiken - Gautier och Sandeau var hans vänner - och deltog i tidevarvets litterära nydaning. Men i stället för att vända sig bort ifrån nuet och verkligheten, uppsökte Balzac med förkärlek dessa. Han använde en empirisk detaljanalys, en minutiös observation, som underlag för sina skildringar. Med en romantikers våldsamma och storslagna inbillningskraft kombinerade och konstruerade Balzac sina verk, men det material han handskades med var verklighetens, var Frankrike under kejsardömet och efter restaurationen. 
Balzac hade svårt att tillägna sig en konstnärlig stil, han var ibland svulstig, ibland platt, hans språk ägde brister i välljud och åskådlighet, och han fick det aldrig helt i sin makt. Medveten om detta gjorde han sig mycken möda med själva utarbetandet av sina romaner, vilka han oavlåtligt förändrade och omformade i de åtta, tio korrektur på sina arbeten som han brukade läsa. Detta fruktansvärt tidsödande arbetssätt i förening med hans aldrig vilande skaparlust gjorde hans liv till ett oavbrutet, överansträngande arbete. 
Under slutet av 1830-talet beslöt han att förena alla sina verk till ett sammanhängande helt, en organism, som skulle ge hela tidsålderns psykologi, La Comédie humaine, som Balzac kallade detta sitt livsverk i medveten jämförelse med Dantes Den gudomliga komedin, sammanfattningen av den katolska medeltidens åsikter och erfarenheter. Med enastående framgång genomförde han sin avsikt, men hann inte fullborda det oerhörda verket. Omständligt och med den intimaste kännedom skildrade han de mest olika levnadsöden, karaktärer och samhällsklasser. Ministrar och lägre tjänstemän, officerare och finansiärer, borgare och präster, litteratörer och konstnärer, adelsdamer och skådespelerskor, uppoffrande hustrur och fåfänga unga flickor, ärbara medelklasskvinnor och kurtisaner, allas yttre och inre liv känner han till och återger med illusorisk påtaglighet. 
Paul Lafargue, svärsonen, skriver att Karl Marx beundran för Balzac var så djup att han tänkt skriva en bok om La Comedie Humaine så snart han slutat sina ekonomiska studier.
Han var förtrogen med provinserna och egendomligheterna i livet där, men det var framför allt Paris som han beskrev. Just det komplicerade, det stora, eggade hans fantasi; och i skildringen av den moderna storstaden med dess intriger och larm, dess stridiga viljor och passioner, dess vilda tummel och kamp för uppehälle och rikedom fann Balzac det yppersta stoffet att arbeta med. Han hade en naturvetenskapsmans intresse för även det minsta och obetydligaste; någon avsky för det dåliga, någon längtan bort ifrån det fula kände han inte; han moraliserade ej i sin framställning, varken klander eller ogillande fick föra honom ifrån sannfärdigheten. 

## Betydelse och i kulturen
Genom sin metod kan han därför betraktas som en av den moderna realistiska romanens grundläggare. Från Balzac utgår Flaubert med sin kalla psykologiska analys och mer eller mindre medelbart den senare naturalismen (Flauberts lärjunge Maupassant, Zola m. fl.), till vilken Balzac och Henri Beyle bildar övergången från romantiken.
Nedslagskratern Balzac på planeten Merkurius är uppkallad efter honom.

## Verk
La comédie humaine omfattar 85 större och mindre romaner, fördelade på serierna:
1. Scènes de la vie privée, som bland annat innehåller La femme de trente ans, La maison du chat-qui-pelote, Béatrix och Le colonel Chabert.
2. Scènes de la vie de province, som bland annat innehåller Eugénie Grandet, Illusions perdues och Le lys dans la vallée.
3. Scènes de la vie parisienne, som bland annat innehåller Grandeur et décadence de César Birotteau, Splendeurs et misères des courtisanes, Le père Goriot, La cousine Bette och Le cousin Pons.
4. Scènes de la vie militaire.
5. Scènes de la vie politique, som bland annat innehåller Une ténébreuse affaire.
6. Scènes de la vie de campagne, som bland annat innehåller Le médecin de campagne och Le curé de village.
7. Études philosophiques, som bland annat innehåller La peau de chagrin, Séraphita, Louis Lambert och Un drame au bord de la mer.
8. Études analytiques, som bland annat innehåller Petites misères de la vie conjugale.

Utanför denna serie står Les cent contes drolatiques (1832–1837), skrivna i arkaiserande stil à la François Rabelais. 
Balzacs dramer vann inget bifall, med undantag av lustspelet Mercadet (1851). Balzacs Correspondance 1819–1850 utgavs 1876, hans Lettres à l'étrangère gavs ut runt sekelskiftet 1900. Balzacs byst finns i foajén på Théâtre Français; statyer över Balzac är resta i bland annat Tours och Paris.

### Svenska översättningar
- La femme de trente ans (1829)
  - Kvinnan på trettio år (översättning Hilda Sachs, Björck & Börjesson, 1906)
- La peau de chagrin (1831)
  - Amuletten (översättning Hedda Key-Rasmussen, Gernandt, 1899)
  - Amuletten : filosofisk roman (översättning Emil Giljam, Världslitteraturens Förlag, 1928)
  - Chagrängskinnet (okänd översättare, Bonnier, 1929)
- Le chef d’œuvre inconnu (1831)
  - Det okända mästerverket (översättning C.G. Bjurström, Sällskapet Bokvännerna, 1949)
- L’auberge rouge (1831)
  - Röda värdshuset (översättning C.G. Bjurström, Sällskapet Bokvännerna, 1951)
- Louis Lambert (1832)
  - Louis Lambert (översättning Gunnel Vallquist, Bibliofila klubben, 1950)
- Contes drolatiques (1832)
  - Frispråkiga historier (översättning Ernst Lundquist, Bergh, 1955)
- Le curé de Tours (1832)
  - Kyrkoherden i Tours ; Den ryktbare Gaudissart (översättning Ria Wägner, Tiden, 1956)
- Histoire des treize (1833)
  - De trettons historia (översättning Mats Löfgren, Studentlitteratur, 1995)
- Eugénie Grandet (1834)
  - Eugénie Grandet (anonym översättning?, 1856)
  - Eugénie Grandet ; De tretton (anonym översättning, Hjerta, 1893)
  - Eugénie Grandet (översättning Tom Wilson, Björck & Börjesson, 1913)
  - Eugénie Grandet (okänd översättare, Nordiska Förlaget, 1917)
  - Eugénie Grandet (okänd översättare, Bonnier, 1923)
  - Eugénie Grandet (översättning Karl Enghoff, Baltiska Förlaget, 1928)
  - Eugénie Grandet (översättning Hans-Eric Holger, Lindqvist, 1955)
- La recherche de l’absolu (1834)
  - De vises sten (översättning Eddy Gjötterberg, Tiden, 1950)
- Séraphita (1834)
  - Séraphita (översättning Carl-Göran Ekerwald, Molin & Sorgenfrei, 2014)
- Le père Goriot (1835)
  - Pappa Goriot (översättning Karl Hedberg, Gernandt, 1898)
  - Pappa Goriot (översättning Gunilla Nordlund, Natur och Kultur, 1959)
  - Pappa Goriot (översättning Folke Himmelstrand, Lindqvist, 1969)
  - Pappa Goriot (okänd översättare, Niloé, 1969)
- Le lys dans la vallée (1836)
  - Liljan i dalen (översättning Jan Stolpe, PAN/Norstedt, 1978)
- César Birotteau (1837)
  - César Birotteau (översättning Karl Hedberg, Gernandt, 1899)
- Illusions perdues (1837–1843)
  - Krossade illusioner (översättning Erik Staaff, Gernandt, 1900; ny uppl., Bonnier, 1927, med titeln Förlorade illusioner)
  - Kärlek under mask ; Krossade illusioner (översättning A. Berg, Holmquist, 1911)
  - Brustna illusioner (okänd översättare, Niloé, 1966)
  - Förlorade illusioner (reviderad översättning av J. Gunnarsson, Niloé, 1971)
  - Förlorade illusioner (översättning Gunilla Berglund, Norden, 1972)
- Splendeurs et misères des courtisanes (1838)
  - Kurtisanernas lif (översättning Erik Staaff, Gernandt, 1902; ny uppl., Bonnier, 1928, med titeln Kurtisanernas liv)
  - Kurtisanernas liv (översättning Erik Staaff, moderniserad av Ingrid Krook, Aldus, 1976)
- Le cabinet des antiques (1838)
  - Antikkabinettet (översättning C.G. Bjurström, PAN/Norstedt, 1973)
- Le député d’Arcis (påbörjad 1839, utgiven postumt)
  - En skum historia ; Deputeraden från Arcis (översättning C.G. Bjurström, PAN/Norstedt, 1974)
- Une ténébreuse affaire (1841)
  - En dunkel historia : polisroman från Napoleons tid (översättning O.H.D., dvs. Oscar Heinrich Dumrath, Björck & Börjesson, 1916) Fulltext på Runeberg
  - En dunkel historia (översättning G. Malmberg, Världslitteraturens Förlag, 1928)
- Le curé de village (1841)
  - Byprästen (översättning Jan Stolpe, PAN/Norstedt, 1975)
- Memoires de deux jeunes mariées (1841–1842)
  - Två unga hustrurs memoarer (översättning O.H.D., dvs. Oscar Heinrich Dumrath, Björck & Börjesson, 1915) Fulltext på Runeberg
  - Två unga hustrurs memoarer (översättning Blenda Svensson, Världslitteraturens Förlag, 1928)
- Ursule Mirouet (1842)
  - Testamentet (översättning John Karlzén, Folket i Bild, 1949)
- Les paysans (1844)
  - Bondemakt (översättning Elsa Dalström, Nordiska Förlaget, 1914)
  - Bönderna (översättning Eva Alexanderson, PAN/Norstedt, 1973)
- Le colonel Chabert (1844)
  - Överste Chabert (översättning Katja Waldén, Fischer, 1995)
- Le cousin Pons (1847)
  - Kusin Pons (översättning Karl Hedberg, Gernandt, 1899)
  - Kusin Pons (översättning C.G. Bjurström, Sällskapet Bokvännerna, Bokvännernas bibliotek nr 54, Stockholm 1961; utgåvan innehåller tolv grisailleträsnitt och flera tuschillustrationer av konstnären Torsten Billman; ny uppl., Forum, 1974)
- La cousine Bette (1847)
  - Kusin Bette (översättning O.H.D., dvs. Oscar Heinrich Dumrath, Björck & Börjesson, 1923)
  - Kusin Bette (översättning Hans Levander, Forum, 1974)
- Les Lecamus
  - Familjen Lecamus : historisk berättelse ifrån sextonde århundradet (anonym översättning, Hjerta, 1843)
- L’amour masqué
  - Kärlek under mask ; Krossade illusioner (översättning A. Berg, Holmquist, 1911)
  - Kärlek under mask (översättning Göte Bjurman, Holmquist, 1916)

### Svenska samlingsverk och ej identifierade svenska översättningar
- Rör ej bilan! (översättning Carolina Wancke, Hjerta, 1839)
- Den girige : novell [tryckt ihop med Ludwig Tiecks roman Vittoria Accorombona] (anonym översättning, Hjerta, 1840)
- Vendetta : två noveller (översättning Göte Bjurman, Fröléen, 1910)
- Tvänne berättelser [Gobseck : en parisisk procentare ; Överste Chabert : hjälten från Eylau] (översättning O.H.D., dvs. Oscar Heinrich Dumrath, Björck & Börjesson, 1917)
- Fru Clémences hemlighet (i ny bearbetning från franskan av P.T., J. Zetterlunds Bokförlag, 1920)
- Pappa Goriot : roman (översättning Karl Hedberg, Albert Bonniers Förlag, 1928) ; Kurtisanernas liv : roman (översättning Erik Staaff, Albert Bonniers Förlag, 1928)
- Den sköna Imperia gift och andra lustiga historier (översättning Ernst Lundquist, Fröléen, 1928)
- Lustiga historier samlade i klostren i Touraine (översättning Hjalmar Lundgren, Wahlström & Widstrand, 1928)
- Konungens älskarinna och andra lustiga historier (översättning Ernst Lundquist, Fröléen, 1928)
- Häxan och andra lustiga historier (översättning Ernst Lundquist, Fröléen, 1928)
- Den förtvivlade älskaren och andra lustiga historier (översättning Ernst Lundquist, Rabén & Sjögren, 1944)
- En passion i öknen (översättning Eva Marstrander, Bibliofila klubben, 1950)
- Recept på litterär framgång (översättning Gunnel Vallquist, Bibliofila klubben, 1951)
- En episod under skräckväldet och andra noveller (översättning Saga och Claës Gripenberg, Natur och Kultur, 1961)
- Bödeln [tillsammans med Jacques Henri Bernardin de Saint-Pierres Paul och Virginie] (okänd översättare, Niloé, 1968)
- Katarina av Medici : tre politiska artiklar (översättning Jan Stolpe, PAN/Norstedt, 1974)
- Det okända mästerverket och andra berättelser (översättning C.G. Bjurström och Gunnel Vallquist, Forum, 1978)
- Om litteraturens teori och praktik (artiklar i urval av Jan Myrdal, översättning Björn Larsson, PAN/Norstedt, 1979)